# Ameuvelle
Ameuvelle é uma comuna francesa na região administrativa de Grande Leste, no departamento de Vosges. Estende-se por uma área de 5,56 km². Em 2010 a comuna tinha 50 habitantes (densidade: 9 hab./km²).